# Michele Carrascosa
Michele Carrascosa (Palermo, 11 aprile 1774 – Napoli, 10 maggio 1853) è stato un generale, politico e nobile italiano.
Fu uno dei generali più valorosi del Regno di Napoli e un protagonista della campagna d'Italia del 1813-1814, della guerra austro-napoletana (1815) e dei moti del 1820-1821. Fedele a Gioacchino Murat e fervente sostenitore dell'unità d'Italia, giocò un ruolo chiave nell'occupazione napoletana dell'Italia centrale e settentrionale nel 1813-1814 e nel 1815. Il 20 maggio 1815 firmò insieme al generale Pietro Colletta, presso Capua, il Trattato di Casalanza. Durante i moti del 1820-1821 Carrascosa assunse un atteggiamento ambiguo: diventò Ministro di guerra e marina della Giunta provvisoria liberale e non ostacolò in modo particolare i carbonari, ma allo stesso tempo cercò di ingraziarsi il re Ferdinando di Borbone e mantenere intatte le istituzioni reazionarie e l'ordine sociale esistenti. Nel 1821 riprese le armi contro l'invasione austriaca e dopo la sconfitta dei liberali si autoesiliò. Per la sua ambiguità durante la rivoluzione napoletana, nel 1823 fu condannato a morte in contumacia e dovette anche subire le accuse degli altri esuli italiani, in particolare Guglielmo Pepe. Nel 1823 pubblicò le sue memorie. Visse in esilio fino al 1848, quando rientrò a Napoli e fu nominato Pari del Regno. Morì nel 1853.

## Biografia
Nacque in una famiglia di origine spagnola giunta nel Regno di Napoli con Carlo di Borbone nel 1734; dalla famiglia Carrascosa uscirono molti ufficiali dell'Esercito delle Due Sicilie e dell'Esercito Italiano. Un fratello di Michele, Raffaele (1779-1866), sarà anch'egli generale e più volte ministro di Ferdinando II.
Tenente di cavalleria, nel 1796 prese parte alla battaglia di Lodi contro l'esercito di Napoleone, nella quale rimase ferito, e alla sfortunata campagna di Mack a Roma (1798). Nel 1799 aderì invece alla Repubblica Napoletana e, dopo il ritorno dei Borboni, fu imprigionato, probabilmente nel penitenziario di Santo Stefano, e poi esiliato.
Nel 1808 prese parte alla spedizione spagnola. Nominato generale di brigata, fu ferito e fatto prigioniero dagli spagnoli a Igualada, ma venne liberato dal generale Pino (1809). Durante l'assedio di Gerona del 1809 fu sostituito dal generale Pietro Odoardo Chiarizia. Nel 1813 Gioacchino Murat, che nel gennaio 1811 lo aveva fatto barone del Regno, lo nominò generale di divisione e governatore militare di Napoli. Partecipò alla guerra austro-napoletana del 1815, durante la quale conseguì la vittoria nella battaglia del Panaro (3 aprile) e occupò le città di Modena, Reggio Emilia e Carpi. Era comandante in capo dell'esercito napoletano quando, il 20 maggio 1815, attraverso il suo plenipotenziario Pietro Colletta, sottoscrisse con gli austriaci il trattato di Casalanza che pose fine alla guerra e al periodo napoleonico nel Regno. Successivamente fu generale nell'esercito borbonico e nei seguenti cinque anni si tenne lontano dalle cospirazioni carbonare.
Scoppiata la rivolta di Morelli e Silvati (2 luglio 1820), Michele Carrascosa evitò qualsiasi contatto o scontro con le forze costituzionali. Murattiano, diffidente dei Carbonari, il 9 luglio Carrascosa fu nominato ministro della guerra. La politica di Carrascosa è fonte di discussioni. Sebbene nel 1823, ormai esule, fosse stato condannato a morte in contumacia per non aver combattuto i costituzionalisti a Monteforte, Carrascosa fu in effetti il rappresentante degli alti ufficiali conservatori murattiani e ostacolò con ogni mezzo le proposte di riarmamento fatte da Guglielmo Pepe. Il 12 febbraio 1821 assunse il comando del I Corpo d'armata che avrebbe dovuto opporsi all'esercito austriaco tra il Garigliano e il Volturno; dopo la sconfitta di Pepe, avvenuta nella battaglia di Antrodoco (7-10 marzo 1821), Carrascosa si arrese agli austriaci senza combattere. Esule prima a Malta e poi in Inghilterra, dovette affrontare le accuse degli altri esuli. Nel 1823 si batté a duello con Guglielmo Pepe; poco dopo pubblicò le Memorie sulla rivoluzione di Napoli nel 1820 e 1821, in lingua francese, tradotte l'anno successivo in lingua tedesca. Rientrò a Napoli nel 1848: venne reintegrato nel suo grado militare e, dopo il colpo di mano del 15 maggio 1848 di Ferdinando II contro i liberali, il 24 giugno dello stesso anno fu nominato addirittura alla Camera dei Pari.
Morì a Napoli il 10 maggio del 1853.